# Theodor Schäfer (Pädagoge)
Carl August Thomas Clemens Theodor Schäfer, auch genannt Wander-Schäfer (* 23. September 1850 in Wachwitz; † 13. November 1932 in Dresden) war ein deutscher Lehrer, Wanderer und Autor.

## Leben und Wirken
Er war der Sohn der Gutsbesitzerswitwe Christiane Eleonore Herrmann geborene Schäfer. Nach dem Schulbesuch nahm er einen Ausbildung zum Lehrer auf. Nach erfolgreichem Abschluss wirkte er als 
Institutslehrer, zuletzt als Oberlehrer. In seiner Freizeit ging er oft wandern und verfasste mehrere Wander- und Reiseführer über Dresden und Umgebung. Er war Mitgründer des Vaterländischen Gebirgsvereins.

## Schriften (Auswahl)
- Neues Wanderbuch durch Sachsen. Meinhold, Dresden o. J.
- Meinholds Wegweiser durch Dresden und Umgebung. Meinhold, Dresden, zahlreiche Auflagen.
- Schandau und seine Umgebung. Meinhold, Dresden-A., 1911.
- Nord-Böhmen mit Eingangstouren durch die Sächsische Schweiz, das Erzgebirge und das Lausitzer Gebirge. Meinold, Dresden, zahlreiche Auflagen.